# Chevalier d'Espard
Le chevalier d'Espard est un personnage de La Comédie humaine d'Honoré de Balzac. Son frère aîné est le marquis d'Espard.
Dans L'Interdiction, il assiste à l'interrogatoire de la marquise d'Espard par le juge Jean-Jules Popinot. La requête d'interdiction du marquis d'Espard, déposée par la marquise, propose le chevalier comme curateur du marquis.
Il apparaît également dans Splendeurs et misères des courtisanes.
Pour les références, voir :